# サーターアンダギー (ユニット)
サーターアンダギーは、フジテレビ系『クイズ!ヘキサゴンII』から結成された日本の男性3人組の音楽ユニット・男性アイドルグループ。2010年2月10日にCDデビュー。
当グループは、「ヘキサゴンの最終兵器」というキャッチフレーズが用いられていた。略称は「サーター」「サタアン」。2011年の番組および番組に関わる企画の終了以降も活動を継続していた唯一の同番組発ユニットだったが、2013年2月24日をもって解散した。

## 概要
2009年4月、モデル・俳優として活動していた山田親太朗が『クイズ!ヘキサゴンII』に出演し、程なくして常連出演者となる。その天然ぶりに加え、同番組の司会者だった島田紳助がイメージする沖縄人然とした言動が紳助の目に留まるようになり、同年6月から番組で進められていた「ヘキサゴンで歌いたい人募集」という企画が「山田の歌手デビューの相方探し」という名目になった。ただし、山田は元々歌手志望ではなく、「CDを出したい」と自ら志願していたわけでもない。
ユニット名の由来は沖縄県の名産菓子であるサーターアンダーギー。山田が『ヘキサゴンII』内で「大声を出す練習」としてこの単語を口にしたり、謝罪すべき展開で「サーターアンダギー」と言ったりするなどしていたところから命名された。
同年10月、「ヘキサゴンで歌いたい人オーディション2009」で当時は歌手志望の一般人だった松岡卓弥がグランプリを獲得。さらに紳助が他番組で進めていた男性アイドルプロジェクト「新選組リアン」のリーダー（当時）で、『ヘキサゴンII』の常連出演者となっていた森公平が加えられ、「羞恥心に続く新たなイケメン三銃士」と、かつて同番組内で結成され、2008年に活躍した男性3人組・羞恥心の後続的グループとして2010年2月10日にシングル「ヤンバルクイナが飛んだ」でデビュー。紳助はこのユニット以降のプロデュースはそれ以前から使用していた「カシアス島田」ではなく「広小路亨」という変名を使用していた（作詞は「カシアス島田」名義）。
2010年7月放送の『FNSの日26時間テレビ2010』では前年の羞恥心、フレンズに続き全国弾丸イベントを敢行、さらに山田は駅伝企画のアンカーを務めた。この時期からシングルを発売する唯一の『ヘキサゴンII』発ユニットとなり、2011年4月には単独名義によるオリジナルフルアルバムが発売された。
島田紳助の引退に伴う『ヘキサゴンII』終了後も活動継続を明言。2012年以降もCD発売やコンサート、イベント出演、ラジオ番組などで活動する。紳助の引退後に発売されたCDでもプロデュース（楽曲制作ではなく、グループのプロデュースとして）に「広小路亨」とクレジットに記載されており、さらに『ヘキサゴンII』番組プロデューサーであった神原孝もプロデュースに名を連ねるようになり、イベントや宣伝に積極的に関わった。
2012年2月のコンサートの中で「ライブ総動員数1万人」「イベント総動員数3万人」「配信ダウンロード総数5万ダウンロード」「CD総出荷枚数10万枚」と4つの目標を掲げ、「今年中にこれらを1つでも実現出来なかった場合は解散する」と宣言した。結果は4つの目標のうち「CD総出荷枚数10万枚」のみ達成出来なかったため、宣言通り解散が決定した。
2013年2月24日、SHIBUYA-AXで行われたコンサート『「とりあえず解散!」〜略して“TORI-KAI（鳥会）”〜』をもって解散。

## メンバー
山田親太朗
立ち位置は中央。
沖縄県出身。ユニット内最年長であり、リーダー。
芸能界デビューは2006年。
アニメキャラクターはヤンバルクイナ。
ユニット結成のきっかけであり中心的存在。
森公平（新選組リアン）
立ち位置は向かって右。
大阪府出身。
2009年10月にデビューした新選組リアンのリーダー（結成当時）。新選組リアンのメンバーで、唯一の『ヘキサゴンII』常連出演者だった。
アニメキャラクターはちんすこう。
CDやDVDでは必ず「（新選組リアン）」の表記があり、別のレコード会社（YOSHIMOTO R and C）所属である脚注が付いている。
松岡卓弥
立ち位置は向かって左。
兵庫県出身。ユニット内最年少。
「ヘキサゴンで歌いたい人オーディション2009」のグランプリで、本ユニット参加が芸能界デビューとなる。
アニメキャラクターは浮遊能力のあるイラブチャー（ブダイの一種）。
当初は『ヘキサゴン』では楽曲を披露する際のみ出演していたが、2011年以降は解答者としても出演していた。
羞恥心は「羞」「恥」「心」がそれぞれつるの剛士・野久保直樹・上地雄輔のユニット内での通称でありアニメキャラクターの名前でもあったが、サーターアンダギーはCD等に使われる名前のロゴ表記から「サーター」が山田、「アンダー」が松岡、「ギー」が森、とされる様に見えるが、それぞれの通称としては使われていない。その代わりに、公式ブログ開設当初から「やーまん（山田）」「たーくー（松岡）」「もーりー（森）」という呼び名を発信した。
イメージカラーについては、松岡がその質問に対して「青?水色?自分でもよくわかってません」と、ロゴに使われている色（松岡の名前はピンクで表されている）とは別の色を答えており、はっきりしていない。
アニメキャラクターを用いた「スペシャルアニメ・サーターアンダギー星のすてきな仲間たち」は、『ヘキサゴン』終了後に発売されたシングルのDVDには収録されていない。

## 経歴

### 2009年
- 4月29日 - 山田が『クイズ!ヘキサゴンII』に初出演。
- 6月10日 - 後にユニット入りとなる松岡を輩出した「ヘキサゴンで歌いたい人オーディション2009」の開催が発表された。
- 7月1日 - 同日放送の『ヘキサゴンII』にて、島田紳助が「山田とオーディション合格者でユニットを組ませる」と明かした。
- 10月14日 - 同日放送の『ヘキサゴンII 3時間SP』に森が新選組リアンから解答者として出演。また、ユニット名が「サーターアンダギー」に決定したと発表される。
- 10月31日 - 『ヘキサゴンファミリーコンサート2009』にてオーディションの最終審査が行われ、松岡がグランプリを受賞。山田と森もコンサートに参加している。

### 2010年
- 1月13日 - 同日放送の『ヘキサゴンII』にて、山田以外のユニットメンバーが発表される。
- 1月27日 - 公式ブログ「ヤンバルクイナが飛んだッス!」が開設される。当初は1ヶ月間限定のスタッフブログの予定だったが、その後も本人達によるブログとして更新されていた。同日放送の『ヘキサゴンII』にて、｢ヤンバルクイナが飛んだ｣を初披露。
- 2月10日 - デビューシングル「ヤンバルクイナが飛んだ」発売。
- 4月25日 - 『ヘキサゴンII』発の小学生ユニット・まいける&はなかのシングル「学校へ行こう」発売イベントに応援ゲストとして出演。
- 5月26日 - 2ndシングル「沖縄に行きませんか」発売。
- 7月24日、25日 - 『FNSの日26時間テレビ2010 超笑顔パレード絆〜爆笑!お台場合宿!!〜』の企画として全国弾丸イベントに参加。東京、沖縄、福岡、大阪の順でライブを行った。
- 10月6日 - 同日放送の『ヘキサゴンII 秋の3時間SP』でタイ・カンボジアを渡りプロモーションを行う企画「サーターアンダギー 海外プロモーション合宿」が放送され、松岡が歌披露以外ではじめて番組本編に出演する回となる。
- 10月31日 - Shibuya O-EASTで行われた『クイズ!ヘキサゴン放送300回記念〜スベラーズ単独ライブ〜』に出演。
- 12月8日 - 3rdシングル「大切な人」発売。
- 12月11日 - 幕張メッセで行われた『ヘキサゴンファミリーコンサート2010』に出演。同コンサートでは自分らの楽曲の他、メンバー3人が女装してpaboの『恋のヘキサゴン』をカバーした。

### 2011年
- 2月23日 - 4thシングル「卒業」発売。
- 2月27日 - 「東京マラソン2011」に出場し、全員完走を果たす。直後にサンストリート亀戸にてイベントを行う。
- 3月2日 - 同日放送の『ヘキサゴンII』に松岡がクイズ解答者として初出演。
- 3月23日 - 4月発売のアルバム収録曲「会いに行くからね」の先行配信を開始、収益を東日本大震災の義援金として日本赤十字社に寄付すると発表。4月13日放送の『ヘキサゴンII 2時間SP』にて同曲を披露。
- 4月27日 - 1stアルバム『サーターアンダギー』発売。
- 5月22日 - 東京・SHIBUYA-AXからファーストコンサートツアー『感謝!感激!サーターアンダギー! 〜日本の主食を目指します!〜』がスタート、6月12日の沖縄・ミュージックタウン音市場でのファイナルまで全5回公演。
- 7月27日 - 1stDVD『First Live Tour 感謝!感激!サーターアンダギー! 〜日本の主食を目指します!〜』発売。
- 8月10日 - 5thシングル「君が辻/夢の扉」発売。
- 8月23日 - 『ヘキサゴン』で司会を務めていた島田紳助が芸能界引退を発表。
- 9月28日 - 『クイズ!ヘキサゴンII』が放送終了。
- 11月22日 - サンケイスポーツの取材に応じ、今後も活動を続ける事を発表[12]。
- 11月26日 - 幕張メッセで行われた『ヘキサゴンファミリーコンサート2011』に出演。改めて活動の継続を発表。
- 12月20日 - SHIBUYA BOXXにてコンサート『サーターアンダギーLIVE2011〜Xmasケーキのかわりに、サーターアンダギーはいかがですか?〜』を行う。新選組リアンがゲスト出演。

### 2012年
- 2月5日 - bayfmでレギュラー番組が放送開始。
- 2月18日 - SHIBUYA-AXにてコンサート『サーターアンダギーLIVE2012 〜不撓不屈-FUTOH・FUKUTSU-〜』を行う。崎本大海がゲスト出演。
- 3月14日 - 6thシングル「タカラモノ」発売。
- 4月29日- 渋谷DUOにてコンサート『サーターアンダギーLIVE2012 其の二〜精励恪勤-SEILEI KAKKIN-〜』を行う。コンサートはUstreamでの配信も行われた。
- 5月12日 - 韓国・MBCの音楽番組『ショー! 音楽中心』に番組初の日本人出演者として韓国デビューを果たす。シングル「タカラモノ」のカップリング曲「질주 〜疾走〜」を韓国語で披露した[13]。
- 6月16日 - 大阪・大阪ミューズからコンサートツアー『サーターアンダギーLIVE2012 其の三〜ツアー!確乎不抜-KAKKO FUBATSU-〜』がスタート。同月21日に名古屋、7月1日に東京で公演。
- 7月20日 - 森の兼任する新選組リアンが所属事務所移籍を発表。3人全員が別々の事務所に所属となる。
- 8月1日 - 7thシングル「YELL （エール）〜輝くためのもの〜/ラフラフ体操」発売。
- 8月10日 - 「東日本大震災復興チャリティー 2012神宮外苑花火大会」に出演。
- 8月29日 - 『2012年の決意表明』の中間発表。データから達成確立を50％[14]、「厳しい数字[15]」とした。
- 9月12日 - 2ndアルバム『サーターアンダギー2 ゆいまーる』発売。
- 9月17日 - 名古屋・Zepp Nagoyaからコンサートツアー『サーターアンダギーLIVE2012 其の四〜ツアー!乾坤一擲-KENKON ITTEKI-〜』がスタート、10月26日の大阪・なんばHatchでのファイナルまで全5回公演。
- 11月21日 - 8thシングル「ヒトツヒトツブ」発売。
- 12月12日 - “サーターアンダギー×新選組リアン”として70年代ディスコチューンのカバー「That's the way」を配信で発表。
- 12月15日 - 東京・Zepp DiverCityにて、公式サイトの人気投票によるセットリストを組む『冬の午後〜戮力協心-RIKU・RYOKU・KYOU・SHIN-〜』セルフプロデュースによるコンサート『冬の夜〜敢為邁往-KAN・I・MAI・OH-〜』を行う。『冬の夜』公演内で解散の決定を発表[8]。これにより、7人揃ったサーターアンダギー×新選組リアンの楽曲の披露がこの日が最後となった。

### 2013年
- 2月11日 - 新曲「ゆいまーる」（非CD化）と「サーター行進曲」（ベストアルバム収録）の配信を開始。
- 2月17日 - ラストコンサート『とりあえず解散!』の大阪公演。
- 2月20日 - 過去にCD化された楽曲全41曲と新曲1曲を収録した3枚組コンプリートベストアルバム『サーターアンダギー完 にへーでーびる〜ヤンバルクイナは飛びたった〜』発売。
- 2月24日 - 東京・SHIBUYA AXにて行われたコンサート『「とりあえず解散!」〜略して“TORI-KAI（鳥会）”〜』をもって解散。レギュラー番組『サタアン☆ナイト☆フィーバー』終了。公式ブログは今後スタッフブログとして代理投稿・情報公開をすると発表[16]。

## ディスコグラフィー

### シングル
| 枚数 | タイトル                                       | リリース日     | 最高位 | 販売形態  | 規格品番                                                                               |
| ---- | ---------------------------------------------- | -------------- | ------ | --------- | -------------------------------------------------------------------------------------- |
| 1    | ヤンバルクイナが飛んだ                         | 2010年2月10日  | 6位    | CD+DVD    | PCCA-03119                                                                             |
| 2    | 沖縄に行きませんか                             | 2010年5月26日  | 7位    | CD+DVD    | PCCA-03182（初回生産限定盤） PCCA-03183（通常盤）                                      |
| 3    | 大切な人                                       | 2010年12月8日  | 9位    | CD+DVD    | PCCA-03314                                                                             |
| 4    | 卒業                                           | 2011年2月23日  | 5位    | CD+DVD    | PCCA-03379（初回生産限定盤） PCCA-03380（通常盤）                                      |
| 5    | 君が辻 / 夢の扉                                | 2011年8月10日  | 10位   | CD+DVD CD | PCCA-03461（初回生産限定盤） PCCA-70309（通常盤）                                      |
| 6    | タカラモノ                                     | 2012年3月14日  | 8位    | CD+DVD CD | PCCA-03556（豪華盤A） PCCA-03557（豪華盤B） PCCA-70325（通常盤）                       |
| 7    | YELL （エール）〜輝くためのもの〜/ラフラフ体操 | 2012年8月1日   | 11位   | CD+DVD CD | PCCA-03636（初回盤） PCCA-70337（通常盤）                                              |
| 8    | ヒトツヒトツブ                                 | 2012年11月21日 | 11位   | CD+DVD CD | PCCA-07362（初回盤A） PCCA-70353（初回盤B） PCCA-70354（初回盤C） PCCA-70355（通常盤） |

### アルバム
| 枚数 | タイトル                                                          | リリース日    | 最高位 | 販売形態 | 規格品番                                          |
| ---- | ----------------------------------------------------------------- | ------------- | ------ | -------- | ------------------------------------------------- |
| 1    | サーターアンダギー                                                | 2011年4月27日 | 6位    | CD+DVD   | PCCA-03409（通常盤） PCCA-03410（初回生産限定盤） |
| 2    | サーターアンダギー2 ゆいまーる                                    | 2012年9月12日 | 16位   | CD+DVD   | PCCA-03674（初回盤） PCCA-03675（通常盤）         |
| 3    | サーターアンダギー完 にへーでーびる〜ヤンバルクイナは飛びたった〜 | 2013年2月20日 | 20位   | CD       | PCCA-3796                                         |

### 参加アルバム収録曲
- 恋物語

『WE LOVE ヘキサゴン 2010』（2010年11月17日）収録
- 君が好き

『WE LOVE ヘキサゴン 2011』（2011年11月23日）収録

### 配信
- ゆいまーる（2013年2月11日 ※ベストアルバム未収録）作詞作曲：TOZY 編曲：嶋洋平

### サーターアンダギー×新選組リアン
- ずっと…（『WE LOVE ヘキサゴン 2010』収録）
- 僕は待っているから（『WE LOVE ヘキサゴン 2011』収録）
- That's the way（2012年12月12日、配信限定 ※ベストアルバム未収録）

### DVD
| 枚数 | タイトル                                                                     | リリース日    | 最高位 | 規格品番   |
| ---- | ---------------------------------------------------------------------------- | ------------- | ------ | ---------- |
| 1    | First Live Tour 感謝!感激!サーターアンダギー! 〜日本の主食を目指します!〜    | 2011年7月27日 | 39位   | PCBC-51248 |
| 2    | サーターアンダギー LIVE 2013 「とりあえず解散!」〜略して“TORI-KAI（鳥会）”〜 | 2013年4月17日 |        | PCBP-52245 |

## おもな出演

### テレビ番組
- クイズ!ヘキサゴンII（2010年1月 - 2011年9月、フジテレビ）

### ラジオ番組
- サタアン☆ナイト☆フィーバー（2012年2月 - 2013年2月、bayfm）

### 舞台
- マイホーム・オン・ザ・ビーチ 〜ヘキサな海の家〜（2010年8月、東京グローブ座）

## ライブ・コンサート
ヘキサゴンファミリーコンサート
- 2010年10月31日 クイズ!ヘキサゴン放送300回記念〜スベラーズ単独ライブ〜（Shibuya O-EAST）
- 2010年12月11日 ヘキサゴンファミリーコンサート2010（幕張メッセ）
- 2011年11月26日 ヘキサゴンファミリーコンサート2011（幕張メッセ）

### 単独公演
2011年
1stコンサートツアー『感謝!感激!サーターアンダギー! 〜日本の主食を目指します!〜』
- 5月22日 東京 SHIBUYA-AX（2回公演/新選組リアンがゲスト出演）
- 6月 8日 福岡 Drum Logos
- 6月 9日 愛知 CLUB QUATTRO
- 6月10日 大阪 なんばHatch（新選組リアンがゲスト出演）
- 6月12日 沖縄 ミュージックタウン 音市場（琉神マブヤーがゲスト出演）

サーターアンダギーLIVE 2011〜食欲の秋!美味しいサーターアンダギーは、いりませんか？〜
- 10月 8日 SHIBUYA BOXX（2回公演）

サーターアンダギーLIVE2011〜Xmasケーキのかわりに、サーターアンダギーはいかがですか?〜
- 12月20日 SHIBUYA BOXX（2回公演/新選組リアンがゲスト出演）

2012年
〜不撓不屈-FUTOH・FUKUTSU-〜
- 2月18日 SHIBUYA-AX（2回公演/崎本大海がゲスト出演）

其の二〜精励恪勤-SEILEI KAKKIN-〜
- 4月29日 渋谷DUO（2回公演）

其の三 〜ツアー!確乎不抜-KAKKO FUBATSU-〜
- 6月16日 大阪 OSAKA MUSE（2回公演）
- 6月21日 愛知 CLUB QUATTRO（新選組リアンがゲスト出演）
- 7月 1日 東京 原宿ASTRO HALL（2回公演/榊原徹士がゲスト出演）

其の四〜ツアー!乾坤一擲-KENKON ITTEKI-〜
- 9月17日 愛知 Zepp Nagoya
- 9月30日 仙台 darwin
- 10月12日 福岡 Drum Logos
- 10月24日 東京 SHIBUYA-AX（公開リハーサル開催/5tionがゲスト出演）
- 10月26日 大阪 なんばHatch（公開リハーサル開催）

其の五・冬の午後〜戮力協心-RIKU・RYOKU・KYOU・SHIN-〜
其の六・冬の夜〜敢為邁往-KAN・I・MAI・OH-〜
- 12月15日 東京 Zepp DiverCity（『冬の午後』には新選組リアンがゲスト出演）

2013年
「とりあえず解散!」〜略して“TORI-KAI（鳥会）”〜
- 2月17日 大阪 IMPホール
- 2月24日 東京 SHIBUYA-AX